# Stephanie Handojo
Stephanie Handojo (geboren 5. November 1991 in Surabaya) ist eine indonesische Schwimmerin. Sie repräsentierte Indonesien bei den Special Olympics World Summer Games 2011 in Athen und gewann dort Gold.

## Leben
Stephanie Handojo ist das älteste von drei Geschwistern und wurde mit dem Down-Syndrom geboren. Handojos Eltern betrieben in Surabaya eine Wäscherei. Handojos Mutter, die ihre Tochter sehr förderte, heißt Maria Yustina Tjandrasari und war selbst Sportlerin. Handojo besuchte eine Regelschule.
Mit drei Jahren begann Handojo, auf einem Miniklavier zu spielen. Sie war auch schon als Kind sportlich aktiv, zum Beispiel im Schwimmen und im Badminton. Mit neun Jahren (nach einer anderen Quelle: 12) aber ertrank sie beinahe bei einem örtlichen Schwimmwettbewerb. In der Folge entwickelte sie eine Wasserphobie und weigerte sich zu schwimmen oder auch nur in die Nähe eines Schwimmbades zu kommen. Ihrer Mutter Maria gelang es, sie wieder mit dem Wasser vertraut zu machen, indem sie ihr im Wasser auf Schritt und Tritt folgte. Nach einem halben Jahr konnte Handojo immerhin 50 Meter frei schwimmen.
2009 wurde Handojo vom indonesischen Museum der Rekorde MURI (Museum Record Dunia Indonesia) in Semarang, Zentraljava, ausgezeichnet. Sie hatte einen Wettbewerb von behinderten jungen Menschen gewonnen, die 22 Lieder ohne Unterbrechung auf dem Klavier spielen mussten.
Im Jahr 2012 schloss Stephanie Handojo die Tourismus-Berufsschule erfolgreich ab. Beruflich betreibt sie mit ihrer Mutter einen Waschsalon.

## Sportliche Erfolge (Auswahl)
Mit großem Einsatz arbeitete sie sich bei Wettbewerben von Special Olympics nach und nach bis zu einer Teilnahme an den Special Olympics World Summer Games 2011 in Athen vor und gewann dort als erste Indonesierin eine Goldmedaille im 50-m-Brustschwimmen.
Für die Olympischen Sommerspiele 2012 in London wurde sie von UNICEF und dem British Council aus 12 Millionen Bewerberinnen und Bewerbern aus 20 Ländern als Fackelträgerin ausgewählt. Unter allen Bewerberinnen und Bewerbern war sie die einzige mit einer Behinderung und die erste Fackelträgerin mit einer geistigen Behinderung in der Geschichte der Olympischen Spiele.
2013 gewann sie bei den Special Olympics Asia-Pacific Games Australien die Goldmedaille im 100-Meter-Brustschwimmen.
2017 wurde sie vom indonesischen Ministerium für Jugend und Sport als herausragende Athletin ausgezeichnet.
2018 gewann sie bei der Nationalen Woche des Sports eine Gold- und eine Silbermedaille im Bowling.

## Aufgaben in der Öffentlichkeitsarbeit
Auf der Basis ihrer sportlichen Erfolge wandte sich Handojo der Öffentlichkeitsarbeit zu. Special Olympics finanzierte ihr eine Ausbildung, in der sie lernte, öffentlich zu sprechen und Führungsrollen zu übernehmen.
Handojo war von 2015 bis 2019 International Global Messenger (IGM) von Special Olympics und damit eine von nur zwei International Global Messengers aus der Region pazifisches Asien.
Als Jugendleiterin des Athlete Leadership Program arbeitet sie mit jungen Menschen mit und ohne geistige Behinderung zusammen, um Special Olympics in Schulen und Gemeinden zu verankern.
Sie ist auch Mitglied im Asia Pacific Athlete Input Council (AIC).